# Amir Abrashi
Amir Malush Abrashi (nascut el 27 març 1990) és un futbolista professional albanès que juga com a migcampista pel club alemany SC Freiburg i la selecció de futbol d'Albània.

## Palmarès

### Club
A 20 juny 2016
| Club          | Temporada     | Lliga              | Lliga       | Lliga | Copa        | Copa | Continental | Continental | Total       | Total |
| Club          | Temporada     | Divisió            | Aplicacions | Gols  | Aplicacions | Gols | Aplicacions | Gols        | Aplicacions | Gols  |
| ------------- | ------------- | ------------------ | ----------- | ----- | ----------- | ---- | ----------- | ----------- | ----------- | ----- |
| Winterthur II | 2006–07       | 1. Liga Classic    | 14          | 2     | —           | —    | —           | —           | 14          | 2     |
| Winterthur II | 2007–08       | 1. Liga Classic    | 16          | 2     | —           | —    | —           | —           | 16          | 2     |
| Winterthur II | Total         | Total              | 30          | 4     | —           | —    | —           | —           | 30          | 4     |
| Winterthur    | 2007–08       | Swiss Super League | 3           | 0     | 0           | 0    | —           | —           | 3           | 0     |
| Winterthur    | 2008–09       | Swiss Super League | 24          | 1     | 0           | 0    | —           | —           | 24          | 1     |
| Winterthur    | 2009–10       | Swiss Super League | 28          | 3     | 3           | 1    | —           | —           | 31          | 4     |
| Winterthur    | Total         | Total              | 55          | 4     | 3           | 1    | —           | —           | 58          | 5     |
| Grasshopper   | 2010–11       | Swiss Super League | 27          | 1     | 4           | 3    | 2           | 0           | 33          | 4     |
| Grasshopper   | 2011–12       | Swiss Super League | 15          | 0     | 1           | 0    | —           | —           | 16          | 0     |
| Grasshopper   | 2012–13       | Swiss Super League | 27          | 3     | 6           | 0    | —           | —           | 33          | 3     |
| Grasshopper   | 2013–14       | Swiss Super League | 32          | 0     | 4           | 1    | 4           | 0           | 40          | 1     |
| Grasshopper   | 2014–15       | Swiss Super League | 26          | 2     | 3           | 0    | 4           | 1           | 33          | 3     |
| Grasshopper   | Total         | Total              | 127         | 6     | 18          | 4    | 10          | 1           | 155         | 11    |
| Freiburg      | 2015–16       | 2. Bundesliga      | 33          | 3     | 1           | 0    | —           | —           | 34          | 3     |
| Freiburg      | 2016–17       | Bundesliga         | 0           | 0     | 0           | 0    | —           | —           | 0           | 0     |
| Freiburg      | Total         | Total              | 33          | 3     | 1           | 0    | —           | —           | 34          | 3     |
| Total carrera | Total carrera | Total carrera      | 245         | 17    | 22          | 5    | 10          | 1           | 277         | 23    |

1. ↑  Totes les aparicions a UEFA Europa League
2. ↑  Dos aparicions en Lliga de Campions de la UEFA, dos aparicions en UEFA Europa League
3. ↑  Dos aparicions i un gol en la Lliga de Campions de la UEFA, dos aparicions en UEFA Europa League

### Internacional
A 20 juny 2016
| Selecció de futbol d'Albània | Selecció de futbol d'Albània | Selecció de futbol d'Albània |
| Any                          | Aplicacions                  | Gols                         |
| ---------------------------- | ---------------------------- | ---------------------------- |
| 2013                         | 4                            | 0                            |
| 2014                         | 8                            | 0                            |
| 2015                         | 4                            | 0                            |
| 2016                         | 5                            | 0                            |
| Total                        | 21                           | 0                            |

## Honors

### Club
Grasshopper
- Swiss Cup: 2012–13
- Swiss Super League: Subcampions el 2012–13, 2013–14

SC Freiburg
- 2. Bundesliga: 2015–16